# Wang Sien-po
Wang Sien-po (čínsky pchin-jinem Wáng Xiǎnbō, znaky 王显波; * 28. srpna 1976) je bývalá čínská zápasnice – judistka, bronzová olympijská medailistka z roku 1996.

## Sportovní kariéra
Judu se věnovala od 14 let v Čchao-jangu. Připravovala se v armádním sportovním středisku v Ťi-nanu pod vedením Wang Siao-minga. V čínské ženské reprezentaci se pohybovala od poloviny devadesátých let dvacátého století ve střední váze do 66 kg. V roce 1996 startovala na olympijských hrách v Atlantě. V úvodním kole nestačila na korejskou favoritku Čo Min-son, ale přes opravy se probojovala do boje o třetí místo proti Francouzce Alici Duboisové. V poslední minutě zápasu udržela těsný bodový náskok na koku a získala bronzovou olympijskou medaili. V roce 1998 se kvůli změnám ve váhových limitech přesunula do polostřední váhy do 63 kg, ve které se přestala v reprezentaci prosazovat. Sportovní kariéru ukončila v prvních letech dvacátéhoprvního století.

## Výsledky
| Turnaj            | 1995         | 1996         | 1997         | 1998 |
| Turnaj            | 19           | 20           | 21           | 22   |
| Turnaj            | střední váha | střední váha | střední váha |      |
| ----------------- | ------------ | ------------ | ------------ | ---- |
| Olympijské hry    |              | 3.           |              |      |
| Mistrovství světa | úč.          |              | úč.          |      |
| Asijské hry       |              |              |              | 1.   |
| Mistrovství Asie  | 3.           | 1.           | —            |      |